# Pselaphorhynchites levirostris
Espèce
Pselaphorhynchites levirostris est une espèce d'insectes coléoptères appartenant à la famille des Attelabidae.